# Herbert Fritzenwenger
Herbert Fritzenwenger (ur. 7 października 1962 w Ruhpolding) – niemiecki biathlonista oraz biegacz narciarski reprezentujący RFN, trzykrotny medalista mistrzostw świata.

## Kariera
Pierwszy sukces w karierze osiągnął w 1982 roku, kiedy na mistrzostwach świata juniorów w Mińsku zdobył brązowy medal w sztafecie. W zawodach Pucharu Świata zadebiutował 11 marca 1983 roku w Oslo, zajmując drugie miejsce w sztafecie. Pierwsze punkty zdobył 1 marca 1984 roku w Oberhofie, gdzie zajął 11. miejsce w biegu indywidualnym. Na podium indywidualnych zawodów tego cyklu jedyny raz stanął 24 stycznia 1985 roku w Anterselvie, gdzie w tej samej konkurencji był trzeci. W zawodach tych wyprzedzili go jedynie Frank-Peter Roetsch z NRD i Austriak Alfred Eder. Najlepsze wyniki osiągnął w sezonie 1987/1988, kiedy zajął 11. miejsce w klasyfikacji generalnej.
Na mistrzostwach świata w Ruhpolding w 1985 roku wspólnie z Walterem Pichlerem, Peterem Angererem i Fritzem Fischerem zdobył brązowy medal w sztafecie. Na tej samej imprezie był też dziesiąty w sprincie. Trzecie miejsce w sztafecie reprezentacja RFN w składzie: Ernst Reiter, Herbert Fritzenwenger, Peter Angerer i Fritz Fischer zajęła także podczas mistrzostw świata w Lake Placid dwa lata później. Ponadto razem z Franzem Wudym, Georgiem Fischerem i Fritzem Fischerem wywalczył srebrny medal w biegu drużynowym na mistrzostwach świata w Feistritz w 1989 roku. Brał też udział w igrzyskach olimpijskich w Calgary w 1988 roku, gdzie był siedemnasty w biegu indywidualnym. Startował tam także w biegach narciarskich, zajmując 33. miejsce na dystansie 50 km stylem klasycznym i siódme w sztafecie.

## Osiągnięcia (biathlon)

### Igrzyska olimpijskie
| Rok  | Miejscowość | Konkurencje | Konkurencje | Konkurencje | Konkurencje | Konkurencje | Konkurencje | Konkurencje |
| Rok  | Miejscowość | IN          | SP          | PU          | MS          | RL          | MR          | SR          |
| ---- | ----------- | ----------- | ----------- | ----------- | ----------- | ----------- | ----------- | ----------- |
| 1988 | Calgary     | 17.         | –           | nd.         | nd.         | –           | nd.         | –           |

### Mistrzostwa świata
| Rok  | Miejscowość | Konkurencje | Konkurencje | Konkurencje | Konkurencje | Konkurencje | Konkurencje | Konkurencje |
| Rok  | Miejscowość | IN          | SP          | PU          | MS          | RL          | MR          | SR          |
| ---- | ----------- | ----------- | ----------- | ----------- | ----------- | ----------- | ----------- | ----------- |
| 1985 | Ruhpolding  | 22.         | 10.         | nd.         | nd.         | 3.          | nd.         | –           |
| 1986 | Oslo        | 16.         | –           | nd.         | nd.         | DSQ         | nd.         | –           |
| 1987 | Lake Placid | 31.         | –           | nd.         | nd.         | 3.          | nd.         | –           |
| 1989 | Feistritz   | –           | –           | nd.         | nd.         | 6.          | nd.         | –           |

### Puchar Świata

#### Miejsca w klasyfikacji generalnej
| Sezon     | Miejsce |
| --------- | ------- |
| 1982/1983 | -       |
| 1983/1984 | ?       |
| 1984/1985 | 12.     |
| 1985/1986 | 16.     |
| 1986/1987 | 17.     |
| 1987/1988 | 11.     |
| 1988/1989 | 71.     |
| 1989/1990 | -       |

#### Miejsca na podium chronologicznie
| Lp. | Dzień       | Rok  | Miejscowość | Konkurencja                | Lokata | Pudła   | Czas biegu | Strata  | Zwycięzca           |
| --- | ----------- | ---- | ----------- | -------------------------- | ------ | ------- | ---------- | ------- | ------------------- |
| 1.  | 24 stycznia | 1985 | Anterselva  | Bieg indywidualny na 20 km | 3.     | 1+0+0+3 | 1:11:39,4  | +3:07,0 | Frank-Peter Roetsch |

## Osiągnięcia (biegi narciarskie)

### Igrzyska olimpijskie
| Miejsce | Dzień     | Rok  | Miejscowość | Konkurencja             | Czas biegu | Strata  | Zwycięzca  |
| ------- | --------- | ---- | ----------- | ----------------------- | ---------- | ------- | ---------- |
| 7.      | 22 lutego | 1988 | Calgary     | Sztafeta 4 × 10 km      | 1:43:58,6  | +4:07,4 | Szwecja    |
| 33.     | 27 lutego | 1988 | Calgary     | 50 km stylem klasycznym | 2:04:30,9  | +8:56,7 | Gunde Svan |